# Bludzie Wielkie
Bludzie Wielkie und Bludzie Wielkie (leśniczówka) (deutsch Groß Bludszen) sind zwei Ortsteile ursprünglich einer  Ortschaft in der polnischen Woiwodschaft Ermland-Masuren. Sie gehören zur Landgemeinde Dubeninki (Dubeningken) im Powiat Gołdapski (Kreis Goldap).

## Geographische Lage

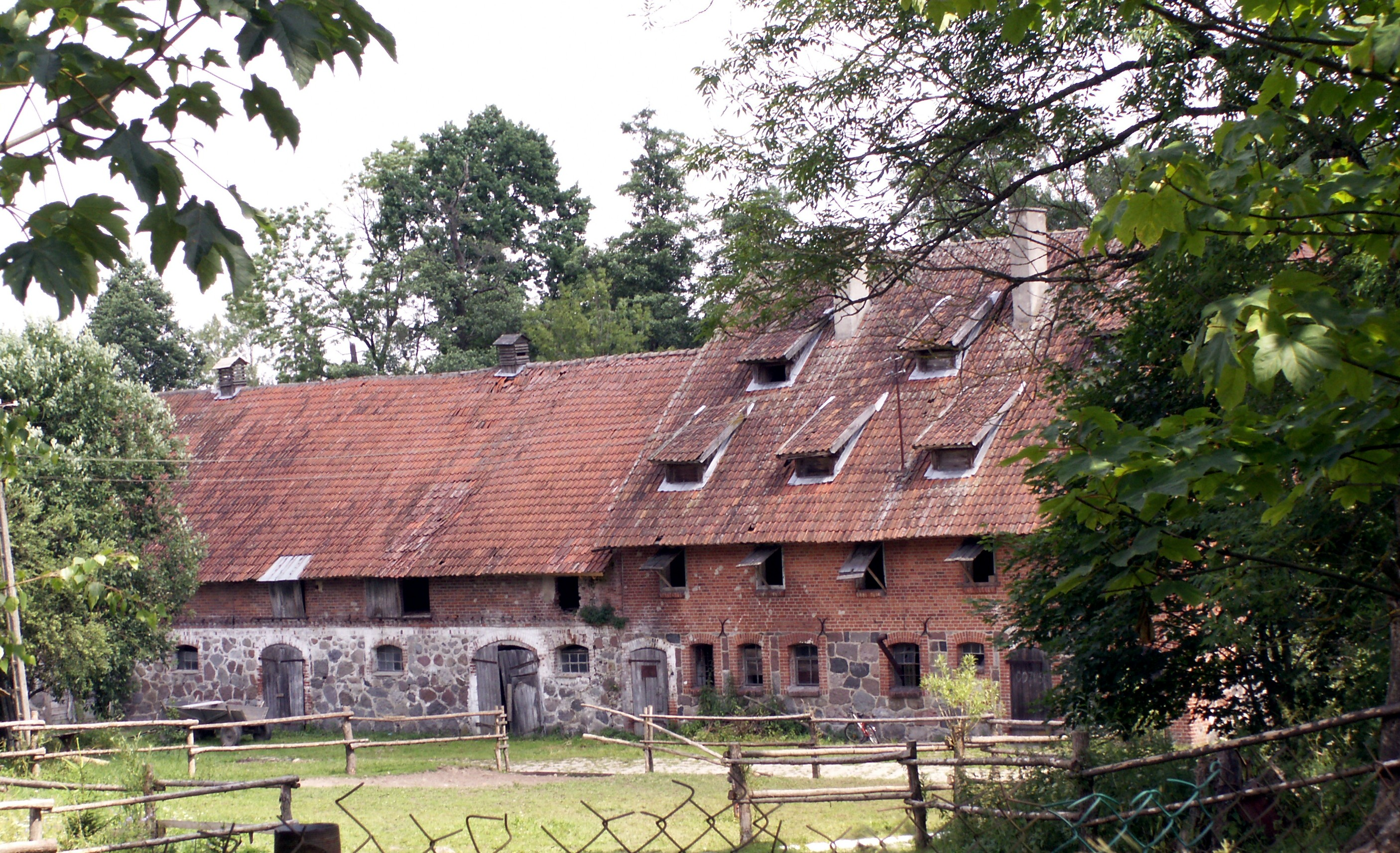
Altes Stallgebäude in Bludzie Wielkie (Groß Bludszen)

Bludzie Wielkie mit der einen Kilometer nördlich gelegenen Waldsiedlung Bludzie Wielkie (Leśniczówka) liegt im Landschaftspark Rominter Heide (polnisch: Park Krajobrazowy Puszczy Rominckiej) und nur 5 Kilometer südlich der polnisch-russischen Staatsgrenze. Die Kreisstadt Gołdap (Goldap) ist 19 Kilometer entfernt.

## Geschichte
Das seinerzeit noch Schudskehmen genannte kleine Dorf wurde vor 1590 gegründet. In der Folgezeit trug der Ort unterschiedliche Namensformen: Bludtkehmen (nach 1596), Plutkehmen (vor 1599) und Groß Bludszen (nach 1785).
Im Jahre 1874 gliederte sich Groß Bludszen dem neu errichteten Amtsbezirk Dubeningken ein, der – 1939 umbenannt in Amtsbezirk Dubeningen – bis 1945 bestand und zum Kreis Goldap im Regierungsbezirk Gumbinnen der preußischen Provinz Ostpreußen gehörte.
169 Einwohner waren im Jahre 1910 in Groß Bludszen registriert. Ihre Zahl stieg bis 1933 auf 192 und belief sich 1939 auf 188.
Am 17. September 1936 änderte sich die Namensschreibweise von Groß Bludszen in Bludschen (ohne Zusatz); am 3. Juni (amtlich bestätigt am 16. Juli) 1938 erfolgte die Umbenennung in Forsthausen.
Sieben Jahre später kam das Dorf in Kriegsfolge mit dem gesamten südlichen Ostpreußen zu Polen und erhielt die polnische Bezeichnung Bludzie Wielkie mit der vom eigentlichen Ort abgetrennten Waldsiedlung Bludzie Wielkiie (Leśniczówka). Als zwei Ortschaften sind sie eingebunden in die Gmina Dubeninki innerhalb des Powiat Gołdapski. Die Orte liegen in der Woiwodschaft Ermland-Masuren und waren von 1975 bis 1998 in die Woiwodschaft Suwałki eingegliedert.

## Religionen
Mehrheitlich waren die Einwohner Groß Bludszens vor 1945 evangelischer Konfession. Das Dorf war in das Kirchspiel der Kirche Dubeningken eingepfarrt und somit Teil des Kirchenkreises Goldap in der Kirchenprovinz Ostpreußen der Evangelischen Kirche der Altpreußischen Union. Die katholischen Kirchenglieder gehörten zur Pfarrkirche in Goldap im Bistum Ermland. 
Heute sind die Katholiken in der Mehrheit und sehen die einstige evangelische Kirche in Dubeninki als ihre Pfarrkirche an. Sie gehört zum Dekanat Filipów im Bistum Ełk (Lyck) der Katholischen Kirche in Polen. Die evangelischen Kirchenglieder sind jetzt nach Gołdap orientiert, wo die Kirche eine Filialkirche der Pfarrei in Suwałki in der Diözese Masuren der Evangelisch-lutherischen Kirche in Polen ist.

## Friedhof
In Bludzie Wielkie gibt es noch einen alten evangelischen Friedhof, der heute unter besonderem Schutz als Kulturdenkmal steht.

## Verkehr
Bludzie Wielkie mit seiner Waldsiedlung ist über die Woiwodschaftsstraße 651 zu erreichen, von der im Ortsgebiet Dubeninkis ein Landweg in nördlicher Richtung in die Rominter Heide abzweigt. An diesem Landweg liegen beide Ortsteile. Eine Bahnanbindung besteht nicht mehr. Bis 1945 war Dubeningken/Dubeningen die nächste Bahnstation an der auch „Kaiserbahn“ genannten Bahnstrecke von Goldap nach Szittkehmen/Wehrkirchen, die seit 1945 nicht mehr betrieben wird.